# Myxococcales
Las mixobacterias (orden Myxococcales) son un grupo de bacterias que viven principalmente en el suelo y que tienen genomas muy grandes comparados con otras bacterias, del orden de 9-10 millones de nucleótidos. Polyangium cellulosum tiene el genoma más grande conocido (en 2003) para una bacteria, con 12,2 millones de nucleótidos. Las mixobacterias se incluyen entre las deltaproteobacterias que son un grupo de bacterias Gram negativas.

## Características

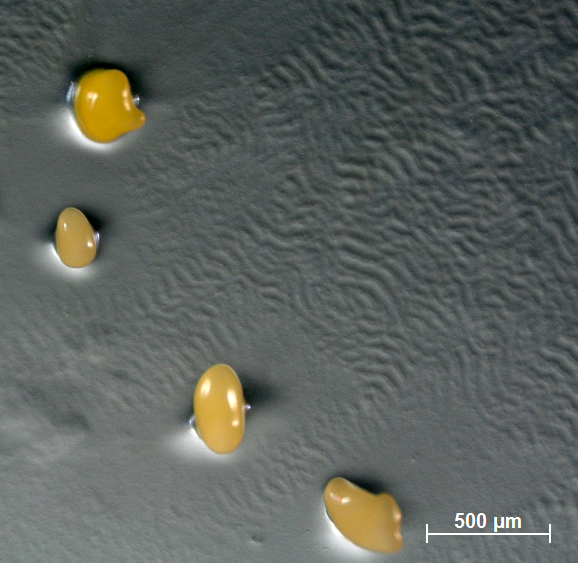

Son aeróbicas, quimioorganótrofas, tienen forma de bacilos alargados, enfrascados en una capa de mucílago, son pigmentadas ya que  poseen carotenoides; sus colores pueden ser amarillos, naranjas, verdosos o rojos (presentándose normalmente en colores amarillos y naranjas), pueden moverse activamente por deslizamiento bacterial. Típicamente se desplazan en enjambres que contienen numerosas células que se mantienen juntas por señalización molecular intercelular. Esta concentración de células puede ser necesaria para proveer una alta concentración de enzimas extracelulares que necesitan para digerir su alimento.

## Metabolismo
Las mixobacterias son quimioorganotrofas que producen y excretan enzimas hidrolíticas como la  proteasas, lipasas, celulasas...
Estas bacterias pueden dividirse en dos grupos metabólicos según el tipo de macromoléculas que pueden hidrolizar y usar como fuentes de carbono y energía: el primer grupo son las que producen celulasas como su nombre lo indica son bacterias que lisan organismos con una  alta cantidad de celulosa y en el segundo grupo se encuentran la bacterias que producen proteasas,lipasas y fosfatasa que sirven para lisar a otras bacterias.

## Historia
Cuando fue descubierta su naturaleza bacteriana en 1892 se denominó Myxobacteriaceae como un nuevo orden de los Schizomycetes, luego se denominaron Myxobacteriales en la 1ª edición del Manual Bergey (Buchanan 1917) y se definieron como bacterias que se deslizan formando cuerpos fructíferos llenos de elementos de resistencia llamados mixosporas. También se les denominó Myxobacteria (Krasilʹnikov 1959).

## Ciclo biológico
Cuando el alimento escasea, las células mixobacteriales se agrupan en cuerpos fructíferos, un proceso que se pensaba que estaba mediado por quimiotaxis, pero ahora se considera que está coordinado por señalización de contacto., Estos cuerpos fructíferos pueden tomar diferentes formas y colores dependiendo de las especies. En estos cuerpos fructíferos las células comienzan siendo formas vegetativas de tipo bacilo, pero después se desarrollan en mixosporas esféricas con gruesas paredes celulares. Estas mixosporas, análogas a las esporas de otros organismos, les permiten sobrevivir hasta que vuelvan a disponer de alimento. Se piensa que el proceso de fructificación beneficia a las mixobacterias al parar el crecimiento del enjambre, en vez de células aisladas. Un ciclo biológico similar lo presentan las amebas del grupo Myxomycota.
| |  |  |  |
| Varias especies mixobacterias bosquejadas por Roland Thaxter en 1892: Chondromyces crocatus (Figuras 1-11), Stigmatella aurantiaca (Figs. 12-19 y 25-28), Melittangium lichenicola (Figs. 20-23) Archangium gephyra (fig. 24), Myxococcus coralloides (Figs. 29-33), Polyangium vitellinum (Figs. 34-36), y Myxococcus fulvus (Figs. 37-41). Thaxter fue el primer taxónomo en reconocer la naturaleza bacteriana de Myxobacteria. Anteriormente, habían sido clasificados como miembros de los "hongos imperfectos". |  |  |  |

## Uso clínico
Los metabolitos secretados por Sorangium cellulosum (epotilonas) han sido conocidos por tener actividad antineoplásica. Esto ha llevado al desarrollo de análogos que imitan su actividad con análogos como ixabepilona para su uso como agente de quimioterapia para el tratamiento del cáncer de mama metastásico.